# Pablo Chiossone
Pablo Chiossone Anzola (Barquisimeto, 18 de octubre de 1935-Barquisimeto, 16 de junio de 2019) fue un doctor en derecho, defensor público, juez de primera instancia en lo penal del Estado Lara y decano de la Facultad de Ciencias Jurídicas y Políticas de la Universidad Fermín Toro. También fue protector del patrimonio histórico y cultural del estado Lara y promotor de las artes de Venezuela.

## Vida
Nació en la ciudad de Barquisimeto el 18 de octubre de 1935. Sus padres fueron Carlos Chiossone Villamizar, hermano del político Tulio Chiossone Villamizar, y su madre Zobeida Anzola Murriera. Realizó sus estudios de primaria en el colegio La Salle, luego decidió terminar su bachillerato en el Liceo Lisandro Alvarado; sus estudias universitarios lo comienza hacer en la Universidad Central de Venezuela, pero toma la decisión de terminar la carrera de derecho en la Universidad de los Andes de la ciudad de Mérida en el año de 1960.
Para el año siguiente, 1961, se casó con Yuyita de Chiossone, el 18 de noviembre de 1961 en la iglesia de San Patricio de la ciudad de Nueva York. En 1962, se mudó a la ciudad de Barquisimeto, junto con su esposa. Tuvieron dos hijos: Juana Inés Chiossone Ríos, que nació el 18 de octubre de 1962 y Pablo Ernesto Chiossone Ríos, que nació el 17 de mayo de 1968.
En la década de 1970, comenzó a trabajar como Defensor Público en el Edificio Nacional de Barquisimeto, posteriormente decidió concursar, primero como defensor público y posteriormente al cargo de Juez de Primera Instancia en lo Penal del estado Lara, ganando ambos concursos de credenciales hasta que fue jubilado por el Poder Judicial.
Por muchos años, impartió clases en la Escuela de Derecho de la Universidad Fermín Toro y también laboró como decano del Decanato de la Facultad de Ciencias Jurídicas y Políticas de la misma casa de estudio. Era Coordinador del Núcleo de Decanos de las Facultades de Ciencias Jurídicas y Políticas y de Derecho del país, viajando por todo el territorio nacional y procurando el trabajo solidario entre las universidades venezolanas.
Falleció en la ciudad de Barquisimeto el día 16 de junio de 2019.